# Amma Asante (politica)
Amma Asentewaa Asante (Kumasi (Ghana), 14 mei 1972) is een Nederlands voormalig PvdA-politica en bestuurder. Sinds 15 september 2022 is zij voorzitter van het Commissariaat voor de Media (CvdM).

## Biografie
In 1978 kwam Asante vanuit Ghana naar Nederland nadat haar vader, illegaal immigrant op zoek naar een beter leven, in 1975 was gelegaliseerd in het kader van het generaal pardon van het toenmalige kabinet-Den Uyl. Asante groeide op in de Amsterdamse Bijlmermeer en studeerde politicologie aan de Universiteit van Amsterdam. Vervolgens werkte ze bij BMC, waar ze onder meer overheidsinstanties, onderwijsinstellingen en woningcorporaties adviseerde.

### Politieke loopbaan
Asante was van 1998 tot 2006 gemeenteraadslid in Amsterdam namens de Partij van de Arbeid (PvdA). Ze werd toen in 1998 en 2002 met voorkeurstemmen gekozen. Bij de Tweede Kamerverkiezingen 2012 stond ze op de kieslijst van de PvdA. Ze behaalde 4.500 stemmen, maar kwam niet in de Tweede Kamer. In september 2016 werd ze alsnog Kamerlid, als opvolgster van Tanja Jadnanansing die de Tweede Kamer tussentijds verliet om voorzitter te worden van het Amsterdamse stadsdeel Zuidoost. Haar maidenspeech hield zij op 16 september 2016. Op 16 oktober 2016 was zij te gast bij het EO-programma Het Vermoeden en sprak zij onder meer hierover door met Annemiek Schrijver. Bij de verkiezingen van maart 2017 stond Asante opnieuw op de kieslijst, maar ze werd niet herkozen.

### Na de politiek
Sinds 2017 werkte Asante weer bij BMC in Amersfoort. Vanaf 1 mei 2019 is Asante voorzitter van de Landelijke CliëntenRaad (LCR), een vertegenwoordiging in de richting van de landelijke overheid van mensen die een uitkering ontvangen uit de Participatiewet, die zetelt in Den Haag. Zij staat als nummer 47 op de kandidatenlijst van de Partij van de Arbeid voor de Tweede Kamerverkiezingen van maart 2021. Sinds maart 2021 is zij ook lid van BIJ1. Tevens is zij betrokken bij NieuwWij, een initiatief vanuit de diakonie van de PKN om de verschillen tussen 'oude' en 'nieuwe' Nederlanders te overbruggen.
Op 3 juni 2022 werd bekend dat de ministerraad heeft ingestemd met de benoeming van Asante tot lid van het Adviescollege Openbaarheid en Informatiehuishouding. Samen met voorzitter Ineke van Gent en lid Martin Berendse vormt zij het adviescollege. Dit adviescollege, dat op grond van de Wet open overheid is ingesteld, zal de regering en het parlement gevraagd en ongevraagd adviseren over de openbaarmaking van overheidsinformatie en de meerjarenplannen voor verbetering van de informatiehuishouding. Ook krijgt het adviescollege een bemiddelingstaak voor journalisten en wetenschappers.
Verder is Asante lid van de raad van toezicht van Het ABC | Onderwijsadviseurs voor Amsterdam en omstreken en Pakhuis de Zwijger, eigenaar van AABA Consultancy en senior onderzoeker en projectleider sociale veiligheid bij Movisie. Per 1 september 2022 nam ze afscheid van de LCR. Met ingang van 15 september 2022 werd zij benoemd tot voorzitter van het Commissariaat voor de Media.

## Persoonlijk
Asante is getrouwd en heeft twee kinderen. Ze is protestants-christelijk en kerkt bij de Triumphant Faith Chapel, een migrantenkerk in Badhoevedorp, opgericht door haar echtgenoot.